# K-19: The Widowmaker
K-19: The Widowmaker es una película coproducción de Estados Unidos, Reino Unido, Canadá y Alemania estrenada en 2002, dirigida por Kathryn Bigelow. Está protagonizada por Harrison Ford y Liam Neeson en los papeles principales, junto a un extenso reparto, y está basada en un hecho real.

## Hecho en el que se basa la película
En 1959, la Unión Soviética botó su primer submarino nuclear de misiles balísticos, el K-19, y el 4 de julio de 1961, cuando estaba integrado en un juego de guerra en el océano Atlántico norte, se produjo una fuga muy importante en el sistema de refrigeración primaria de uno de los reactores, lo que repercutió en otros sectores. Al mismo tiempo, otro fallo había desactivado su sistema de radio de largo alcance, imposibilitando las comunicaciones con la base en Moscú y con los otros submarinos cercanos. La temperatura del reactor aumentó hasta quedar apenas por debajo del punto de fusión de las barras de combustible y un grupo de marineros logró contenerlo, pero a costa de sus vidas. El sistema alternativo de emergencia que habían pedido los oficiales se instaló tras este accidente. A pesar de éste y muchos otros accidentes de los submarinos soviéticos, la Armada siguió ocultándolos y castigando severamente a quienes los revelaran. En el accidente del K-19 murieron 22 de los 137 tripulantes. Todos sufrieron afecciones por la radiación. El apodo "The Widowmaker" o Hacedor de viudas solo fue usado en la película. En la realidad no tenía apodo alguno, hasta que a partir de su accidente de julio de 1961 tuvo el de Hiroshima.

## Sinopsis
El submarino nuclear K-19 de la Unión Soviética hace su viaje inaugural comandado por el capitán Alexei Vostrikov (Harrison Ford), con la ayuda de su oficial ejecutivo Mijaíl Polenin (Liam Neeson). Dentro de la tripulación el oficial a cargo del reactor nuclear es un recién egresado de la Academia Naval. Las divergencias entre los oficiales se van sucediendo a medida que el submarino sufre distintos incidentes que culminan en un grave accidente.

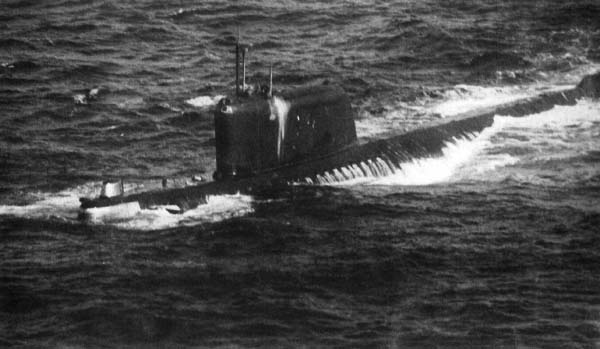
El submarino K-19

## Reparto
| Actor                    | Papel                    |
| ------------------------ | ------------------------ |
| Harrison Ford            | Capitán Alexei Vostrikov |
| Liam Neeson              | Capitán Mijaíl Polenin   |
| Peter Sarsgaard          | Vadim Radtchenko         |
| Ingvar Eggert Sigurðsson | Viktor Gorelov           |
| Joss Ackland             | Mariscal Zelentstov      |
| George Anton             | Konstantin Poliansky     |
| Shaun Benson             | Leonid Pashinski         |
| Christian Camargo        | Pavel Loktev             |
| Dmitry Chepovetsky       | Sergei Maximov           |
| JJ Feild                 | Andrei Pritoola          |
| Michael Gladis           | Yevgeny Borzenkov        |
| Kristen Holden-Reid      | Anton Malahov            |
| Ravil Isyanov            | Igor Suslov              |
| Jacob Pitts              | Grigori                  |
| Steve Nicolson           | Yuri Demichev            |
| Peter Oldring            | Vanya Belov              |
| Sam Redford              | Vasily Mishin            |
| Tygh Runyan              | Maxim Portenko           |
| John Shrapnel            | Almirante Bratyeev       |
| Lex Shrapnel             | Mijaíl Kornilov          |
| Sam Spruell              | Dimitri Nevsky           |
| Donald Sumpter           | Dr. Savran               |
| James Francis Ginty      | Anatoly Subachev         |

## Producción
Como no fue financiado por ningún estudio importante, se considera uno de los filmes independientes más caros hasta la fecha. También fue un fracaso financiero.
El submarino diésel-eléctrico K-77 fue modificado significativamente para servir de set para el K-19.
El guion provocó considerable enojo cuando fue leído por la tripulación original del K-19. Varias copias de dos cartas fueron enviadas a los actores y al equipo de producción; una carta la habían escrito varios tripulantes y la otra el capitán del submarino. Los productores hicieron cambios significativos en el guion para que el retrato de aquella tripulación fuese más respetuoso.  Varias escenas fueron suprimidas y los nombres de los tripulantes sustituidos por otros, a petición de los tripulantes y sus familiares. Cuando el filme fue estrenado en Rusia, en octubre de 2002, 52 veteranos del K-19 asistieron al estreno en San Petersburgo.

## Estrenos
| País                                                                          | Fecha de estreno                   |
| ----------------------------------------------------------------------------- | ---------------------------------- |
| Alemania                                                                      | Jueves 5 de septiembre de 2002     |
| Argentina                                                                     | Jueves 31 de octubre de 2002       |
| Australia                                                                     | Jueves 7 de noviembre de 2002      |
| Austria                                                                       | Viernes 6 de septiembre de 2002    |
| Bélgica                                                                       | Miércoles 18 de septiembre de 2002 |
| Belice · Costa Rica · El Salvador · Guatemala · Honduras · Nicaragua · Panamá | Viernes 25 de octubre de 2002      |
| Brasil                                                                        | Viernes 30 de agosto de 2002       |
| Bulgaria                                                                      | Viernes 22 de noviembre de 2002    |
| Chile                                                                         | Jueves 31 de octubre de 2002       |
| Chipre                                                                        | Viernes 11 de octubre de 2002      |
| Colombia                                                                      | Viernes 8 de noviembre de 2002     |
| Corea del Sur                                                                 | Viernes 4 de octubre de 2002       |
| Croacia                                                                       | Jueves 21 de noviembre de 2002     |
| Dinamarca                                                                     | Viernes 27 de septiembre de 2002   |
| Ecuador                                                                       | Viernes 15 de noviembre de 2002    |
| Egipto                                                                        | Miércoles 25 de diciembre de 2002  |
| EAU                                                                           | Miércoles 18 de septiembre de 2002 |
| Eslovenia                                                                     | Jueves 7 de noviembre de 2002      |
| España                                                                        | Viernes 13 de septiembre de 2002   |
| Estados Unidos · Canadá                                                       | Viernes 19 de julio de 2002        |
| Filipinas                                                                     | Miércoles 25 de septiembre de 2002 |
| Finlandia                                                                     | Viernes 25 de octubre de 2002      |
| Francia                                                                       | Miércoles 18 de septiembre de 2002 |

| País                         | Fecha de estreno                 |
| ---------------------------- | -------------------------------- |
| Grecia                       | Viernes 13 de septiembre de 2002 |
| Hong Kong                    | Jueves 25 de julio de 2002       |
| Hungría                      | Jueves 14 de noviembre de 2002   |
| India                        | Viernes 21 de febrero de 2003    |
| Indonesia                    | Miércoles 9 de octubre de 2002   |
| Islandia                     | Viernes 6 de septiembre de 2002  |
| Israel                       | Jueves 24 de octubre de 2002     |
| Italia                       | Viernes 15 de noviembre de 2002  |
| Japón                        | Sábado 14 de diciembre de 2002   |
| Líbano                       | Jueves 19 de septiembre de 2002  |
| Malasia                      | Jueves 26 de septiembre de 2002  |
| México                       | Viernes 30 de agosto de 2002     |
| Noruega                      | Viernes 25 de agosto de 2002     |
| Nueva Zelanda                | Jueves 31 de octubre de 2002     |
| Países Bajos                 | Jueves 19 de septiembre de 2002  |
| Perú                         | Jueves 31 de octubre de 2002     |
| Polonia                      | Viernes 22 de noviembre de 2002  |
| Portugal                     | Viernes 3 de enero de 2003       |
| Reino Unido Irlanda          | Viernes 25 de octubre de 2002    |
| República Checa · Eslovaquia | Jueves 21 de noviembre de 2002   |
| República Dominicana         | Jueves 12 de septiembre de 2002  |
| Rumania                      | Viernes 22 de noviembre de 2002  |
| Singapur                     | Jueves 3 de octubre de 2002      |
| Sudáfrica                    | Viernes 1 de noviembre de 2002   |
| Suecia                       | Viernes 11 de octubre de 2002    |
| Suiza                        | Jueves 29 de agosto de 2002      |
| Tailandia                    | Viernes 20 de septiembre de 2002 |
| Taiwán                       | Sábado 17 de agosto de 2002      |
| Turquía                      | Viernes 25 de abril de 2003      |
| Uruguay                      | Miércoles 1 de enero de 2003     |
| Venezuela                    | Miércoles 23 de octubre de 2002  |

## Comentarios
Michael Dequina comienza su comentario crítico señalando que pese a que el centro de la película es un submarino nuclear y que tanto la directora Bigelow como el protagonista Harrison Ford son concurrentes habituales de filmes de acción, la presencia de National Geographic entre los productores ha hecho que el filme se aleje de aquel género y se acerque más al tipo de producto elaborado por esta última. Concluye que «incluso evitando la pirotecnia sin sentido, esta inicialmente prometedora y esporádicamente atrapante película todavía logra encontrar otra manera de convertirse en una producción hollywoodense de verano».
El crítico Rex Reed escribió en el New York Observer que «lo que podría haber sido una película repleta de significado histórico y una tensión bajo el agua que acaba con las uñas del espectador, termina siendo poco más que un pesado mensaje de servicio público para el espíritu del hombre».
Greg Maki en el Star-Democrat de Easton, opinó el 6 de febrero de 2004 que el filme era un thriller tenso y hábilmente construido apoyado en dos sólidos líderes y Jeffrey M. Anderson en Combustible Celluloid lo calificó de «thriller dramático brillatemente construido y brutalmente efectivo».
Fausto Fernández en Fotogramas dijo sobre el filme: «Bigelow (…) se sumerge en una de esas, viriles, gestas verídicas que tanta simpatía generan en un público acomodaticio (…) consigue salir bastante bien parada del embolado (…) Lo mejor: las entradas en el reactor nuclear. Lo peor: la despedida de los enamorados, digna de Claude Lelouch».